# كأس هولندا 2005–06
كأس هولندا 2005–06 (بالهولندية: KNVB beker 2005/06)‏ هو الموسم 88 من كأس هولندا. أشرف على تنظيمه الاتحاد الملكي الهولندي لكرة القدم، وكان عدد الأندية المشاركة فيه 87، وفاز فيه أياكس أمستردام.